# Kvalifikace na Mistrovství Evropy ve fotbale 2008

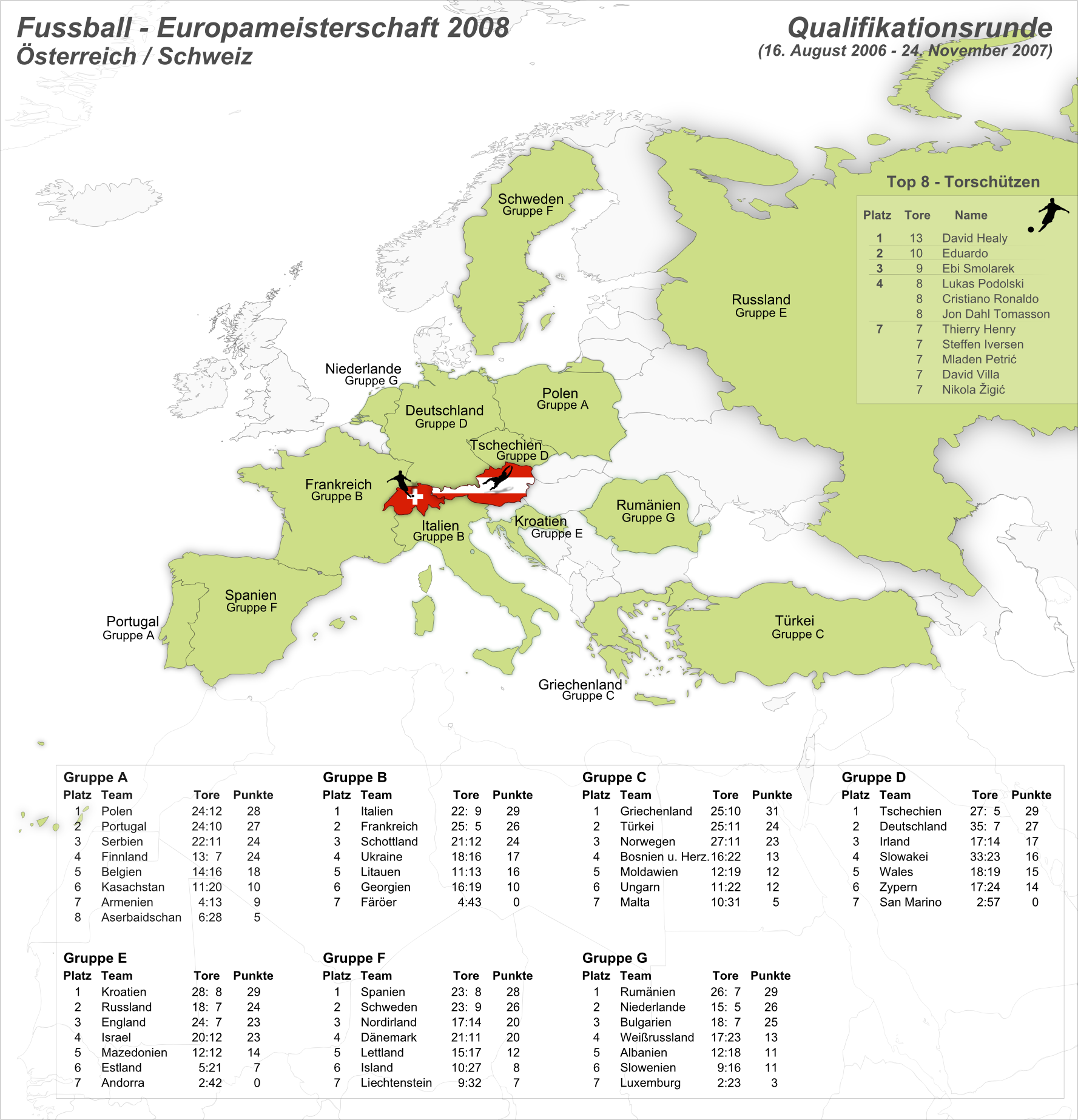
Kvalifikace na Mistrovství Evropy ve fotbale 2008

Kvalifikace na Mistrovství Evropy ve fotbale 2008 probíhala od září 2006 do listopadu 2007. Zúčastnilo se jí 50 fotbalových reprezentací, které byly rozděleny do sedmi skupin po sedmi, resp. osmi týmech. Z každé skupiny postoupily dvě země, abecedně to byly Česko, Francie, Chorvatsko, Itálie, Německo, Nizozemsko, Polsko, Portugalsko, Rumunsko, Rusko, Řecko, Španělsko, Švédsko a Turecko; Rakousko a Švýcarsko měly účast na závěrečném turnaji zajištěnou jako pořádající země.

## Skupina A

### Zápasy
| Země        | Arménie | Ázerbájdžán | Belgie | Finsko | Kazachstán | Polsko | Portugalsko | Srbsko |
| ----------- | ------- | ----------- | ------ | ------ | ---------- | ------ | ----------- | ------ |
| Arménie     | –       | zruš.1      | 0:1    | 0:0    | 0:1        | 1:0    | 1:1         | 0:0    |
| Ázerbájdžán | zruš.1  | –           | 0:1    | 1:0    | 1:1        | 1:3    | 0:2         | 1:6    |
| Belgie      | 3:1     | 3:0         | –      | 0:0    | 0:0        | 0:1    | 1:2         | 3:2    |
| Finsko      | 1:0     | 2:1         | 2:0    | –      | 2:1        | 0:0    | 1:1         | 0:2    |
| Kazachstán  | 1:2     | 1:1         | 2:2    | 0:2    | –          | 0:1    | 1:2         | 2:1    |
| Polsko      | 1:0     | 5:0         | 2:0    | 1:3    | 3:1        | –      | 2:1         | 1:1    |
| Portugalsko | 1:0     | 3:0         | 4:0    | 0:0    | 3:0        | 2:2    | –           | 1:1    |
| Srbsko      | 3:0     | 1:0         | 1:0    | 0:0    | 1:0        | 2:2    | 1:1         | –      |

### Tabulka
| Poř. | Země        | Z   | V | R | P | VG | OG | B  |
| ---- | ----------- | --- | - | - | - | -- | -- | -- |
| 1.   | Polsko      | 14  | 8 | 4 | 2 | 24 | 12 | 28 |
| 2.   | Portugalsko | 14  | 7 | 6 | 1 | 24 | 10 | 27 |
| 3.   | Srbsko      | 14  | 6 | 6 | 2 | 22 | 11 | 24 |
| 4.   | Finsko      | 14  | 6 | 6 | 2 | 13 | 7  | 24 |
| 5.   | Belgie      | 14  | 5 | 3 | 6 | 14 | 16 | 18 |
| 6.   | Kazachstán  | 14  | 2 | 4 | 8 | 11 | 21 | 10 |
| 7.   | Arménie     | 121 | 2 | 3 | 7 | 4  | 13 | 9  |
| 8.   | Ázerbájdžán | 121 | 1 | 2 | 9 | 6  | 28 | 5  |

1 Arménie a Ázerbájdžán mají pouze 12 odehraných zápasů, oba jejich vzájemné zápasy byly rozhodnutím UEFA zrušeny a za zrušené zápasy nebyly přiděleny žádné body.

## Skupina B

### Zápasy
| Země            | Faerské ostrovy | Francie | Gruzie | Itálie | Litva | Skotsko | Ukrajina |
| --------------- | --------------- | ------- | ------ | ------ | ----- | ------- | -------- |
| Faerské ostrovy | –               | 0:6     | 0:6    | 1:2    | 0:1   | 0:2     | 0:2      |
| Francie         | 5:0             | –       | 1:0    | 3:1    | 2:0   | 0:1     | 2:0      |
| Gruzie          | 3:1             | 0:3     | –      | 1:3    | 0:1   | 2:0     | 1:1      |
| Itálie          | 3:1             | 0:0     | 2:0    | –      | 1:1   | 2:0     | 2:0      |
| Litva           | 2:1             | 0:1     | 1:0    | 0:2    | –     | 1:2     | 0:1      |
| Skotsko         | 6:0             | 1:0     | 2:1    | 0:2    | 3:1   | –       | 3:1      |
| Ukrajina        | 5:0             | 2:2     | 3:2    | 1:2    | 1:0   | 2:0     | –        |

### Tabulka
| Poř. | Země            | Z  | V | R | P  | VG | OG | B  |
| ---- | --------------- | -- | - | - | -- | -- | -- | -- |
| 1.   | Itálie          | 12 | 9 | 2 | 1  | 22 | 9  | 29 |
| 2.   | Francie         | 12 | 8 | 2 | 2  | 25 | 5  | 26 |
| 3.   | Skotsko         | 12 | 8 | 0 | 4  | 21 | 12 | 24 |
| 4.   | Ukrajina        | 12 | 5 | 2 | 5  | 18 | 16 | 17 |
| 5.   | Litva           | 12 | 5 | 1 | 6  | 11 | 13 | 16 |
| 6.   | Gruzie          | 12 | 3 | 1 | 8  | 16 | 19 | 10 |
| 7.   | Faerské ostrovy | 12 | 0 | 0 | 12 | 4  | 43 | 0  |

## Skupina C

### Zápasy
| Země                | Bosna a Hercegovina | Maďarsko | Malta | Moldavsko | Norsko | Řecko | Turecko |
| ------------------- | ------------------- | -------- | ----- | --------- | ------ | ----- | ------- |
| Bosna a Hercegovina | –                   | 1:3      | 1:0   | 0:1       | 0:2    | 0:4   | 3:2     |
| Maďarsko            | 1:0                 | –        | 2:0   | 2:0       | 1:4    | 1:2   | 0:1     |
| Malta               | 2:5                 | 2:1      | –     | 2:3       | 1:4    | 0:1   | 2:2     |
| Moldavsko           | 2:2                 | 3:0      | 1:1   | –         | 0:1    | 0:1   | 1:1     |
| Norsko              | 1:2                 | 4:0      | 4:0   | 2:0       | –      | 2:2   | 1:2     |
| Řecko               | 3:2                 | 2:0      | 5:0   | 2:1       | 1:0    | –     | 1:4     |
| Turecko             | 1:0                 | 3:0      | 2:0   | 5:0       | 2:2    | 0:1   | –       |

### Tabulka
| Poř. | Země                | Z  | V  | R | P | VG | OG | B  |
| ---- | ------------------- | -- | -- | - | - | -- | -- | -- |
| 1.   | Řecko               | 12 | 10 | 1 | 1 | 25 | 10 | 31 |
| 2.   | Turecko             | 12 | 7  | 3 | 2 | 25 | 11 | 24 |
| 3.   | Norsko              | 12 | 7  | 2 | 3 | 27 | 11 | 23 |
| 4.   | Bosna a Hercegovina | 12 | 4  | 1 | 7 | 16 | 22 | 13 |
| 5.   | Moldavsko           | 12 | 3  | 3 | 6 | 12 | 19 | 12 |
| 6.   | Maďarsko            | 12 | 4  | 0 | 8 | 11 | 22 | 12 |
| 7.   | Malta               | 12 | 1  | 2 | 9 | 10 | 31 | 5  |

## Skupina D

### Zápasy
| Země       | Česko | Irsko | Kypr | Německo | San Marino | Slovensko | Wales |
| ---------- | ----- | ----- | ---- | ------- | ---------- | --------- | ----- |
| Česko      | –     | 1:0   | 1:0  | 1:2     | 7:0        | 3:1       | 2:1   |
| Irsko      | 1:1   | –     | 1:1  | 0:0     | 5:0        | 1:0       | 1:0   |
| Kypr       | 0:2   | 5:2   | –    | 1:1     | 3:0        | 1:3       | 3:1   |
| Německo    | 0:3   | 1:0   | 4:0  | –       | 6:0        | 2:1       | 0:0   |
| San Marino | 0:3   | 1:2   | 0:1  | 0:13    | –          | 0:5       | 1:2   |
| Slovensko  | 0:3   | 2:2   | 6:1  | 1:4     | 7:0        | –         | 2:5   |
| Wales      | 0:0   | 2:2   | 3:1  | 0:2     | 3:0        | 1:5       | –     |

### Tabulka
| Poř. | Země       | Z  | V | R | P  | VG | OG | B  |
| ---- | ---------- | -- | - | - | -- | -- | -- | -- |
| 1.   | Česko      | 12 | 9 | 2 | 1  | 27 | 5  | 29 |
| 2.   | Německo    | 12 | 8 | 3 | 1  | 35 | 7  | 27 |
| 3.   | Irsko      | 12 | 4 | 5 | 3  | 17 | 14 | 17 |
| 4.   | Slovensko  | 12 | 5 | 1 | 6  | 33 | 23 | 16 |
| 5.   | Wales      | 12 | 4 | 3 | 5  | 18 | 19 | 15 |
| 6.   | Kypr       | 12 | 4 | 2 | 6  | 17 | 24 | 14 |
| 7.   | San Marino | 12 | 0 | 0 | 12 | 2  | 57 | 0  |

## Skupina E

### Zápasy
| Země       | Anglie | Andorra | Estonsko | Chorvatsko | Izrael | Makedonie | Rusko |
| ---------- | ------ | ------- | -------- | ---------- | ------ | --------- | ----- |
| Anglie     | –      | 5:0     | 3:0      | 2:3        | 3:0    | 0:0       | 3:0   |
| Andorra    | 0:3    | –       | 0:2      | 0:6        | 0:2    | 0:3       | 0:1   |
| Estonsko   | 0:3    | 2:1     | –        | 0:1        | 0:1    | 0:1       | 0:2   |
| Chorvatsko | 2:0    | 7:0     | 2:0      | –          | 1:0    | 2:1       | 0:0   |
| Izrael     | 0:0    | 4:1     | 4:0      | 3:4        | –      | 1:0       | 2:1   |
| Makedonie  | 0:1    | 3:0     | 1:1      | 2:0        | 1:2    | –         | 0:2   |
| Rusko      | 2:1    | 4:0     | 2:0      | 0:0        | 1:1    | 3:0       | –     |

### Tabulka
| Poř. | Země       | Z  | V | R | P  | VG | OG | B  |
| ---- | ---------- | -- | - | - | -- | -- | -- | -- |
| 1.   | Chorvatsko | 12 | 9 | 2 | 1  | 28 | 8  | 29 |
| 2.   | Rusko      | 12 | 7 | 3 | 2  | 18 | 7  | 24 |
| 3.   | Anglie     | 12 | 7 | 2 | 3  | 24 | 7  | 23 |
| 4.   | Izrael     | 12 | 7 | 2 | 3  | 20 | 12 | 23 |
| 5.   | Makedonie  | 12 | 4 | 2 | 6  | 12 | 12 | 14 |
| 6.   | Estonsko   | 12 | 2 | 1 | 9  | 5  | 21 | 7  |
| 7.   | Andorra    | 12 | 0 | 0 | 12 | 2  | 42 | 0  |

## Skupina F

### Zápasy
| Země            | Dánsko | Island | Lichtenštejnsko | Lotyšsko | Severní Irsko | Španělsko | Švédsko |
| --------------- | ------ | ------ | --------------- | -------- | ------------- | --------- | ------- |
| Dánsko          | –      | 3:0    | 4:0             | 3:1      | 0:0           | 1:3       | 0:32    |
| Island          | 0:2    | –      | 1:1             | 2:4      | 2:1           | 1:1       | 1:2     |
| Lichtenštejnsko | 0:4    | 3:0    | –               | 1:0      | 1:4           | 0:2       | 0:3     |
| Lotyšsko        | 0:2    | 4:0    | 4:1             | –        | 1:0           | 0:2       | 0:1     |
| Severní Irsko   | 2:1    | 0:3    | 3:1             | 1:0      | –             | 3:2       | 2:1     |
| Španělsko       | 2:1    | 1:0    | 4:0             | 2:0      | 1:0           | –         | 3:0     |
| Švédsko         | 0:0    | 5:0    | 3:1             | 2:1      | 1:1           | 2:0       | –       |

### Tabulka
| Poř. | Země            | Z  | V | R | P | VG | OG | B  |
| ---- | --------------- | -- | - | - | - | -- | -- | -- |
| 1.   | Španělsko       | 12 | 9 | 1 | 2 | 23 | 8  | 28 |
| 2.   | Švédsko         | 12 | 8 | 2 | 2 | 23 | 9  | 26 |
| 3.   | Severní Irsko   | 12 | 6 | 2 | 4 | 17 | 14 | 20 |
| 4.   | Dánsko          | 12 | 6 | 2 | 4 | 21 | 11 | 20 |
| 5.   | Lotyšsko        | 12 | 4 | 0 | 8 | 15 | 17 | 12 |
| 6.   | Island          | 12 | 2 | 2 | 8 | 10 | 27 | 8  |
| 7.   | Lichtenštejnsko | 12 | 2 | 1 | 9 | 9  | 32 | 7  |

2 Kontumace za napadení rozhodčího fanouškem.

## Skupina G

### Zápasy
| Země        | Albánie | Bělorusko | Bulharsko | Lucembursko | Nizozemsko | Rumunsko | Slovinsko |
| ----------- | ------- | --------- | --------- | ----------- | ---------- | -------- | --------- |
| Albánie     | –       | 2:4       | 1:1       | 2:0         | 0:1        | 0:2      | 0:0       |
| Bělorusko   | 2:2     | –         | 0:2       | 0:1         | 2:1        | 1:3      | 4:2       |
| Bulharsko   | 0:0     | 2:1       | –         | 3:0         | 1:1        | 1:0      | 3:0       |
| Lucembursko | 0:3     | 1:2       | 0:1       | –           | 0:1        | 0:2      | 0:3       |
| Nizozemsko  | 2:1     | 3:0       | 2:0       | 1:0         | –          | 0:0      | 2:0       |
| Rumunsko    | 6:1     | 3:1       | 2:2       | 3:0         | 1:0        | –        | 2:0       |
| Slovinsko   | 0:0     | 1:0       | 0:2       | 2:0         | 0:1        | 1:2      | –         |

### Tabulka
| Poř. | Země        | Z  | V | R | P  | VG | OG | B  |
| ---- | ----------- | -- | - | - | -- | -- | -- | -- |
| 1.   | Rumunsko    | 12 | 9 | 2 | 1  | 26 | 7  | 29 |
| 2.   | Nizozemsko  | 12 | 8 | 2 | 2  | 15 | 5  | 26 |
| 3.   | Bulharsko   | 12 | 7 | 4 | 1  | 18 | 7  | 25 |
| 4.   | Bělorusko   | 12 | 4 | 1 | 7  | 17 | 23 | 13 |
| 5.   | Albánie     | 12 | 2 | 5 | 5  | 12 | 18 | 11 |
| 6.   | Slovinsko   | 12 | 3 | 2 | 7  | 9  | 16 | 11 |
| 7.   | Lucembursko | 12 | 1 | 0 | 11 | 2  | 23 | 3  |